# Wolfs-Röhrling
Der Wolfs-Röhrling (Rubroboletus lupinus) ist eine giftverdächtige Pilzart aus der Familie der Dickröhrlingsverwandten. Er ist in Deutschland und generell nördlich der Alpen sehr selten.

## Merkmale

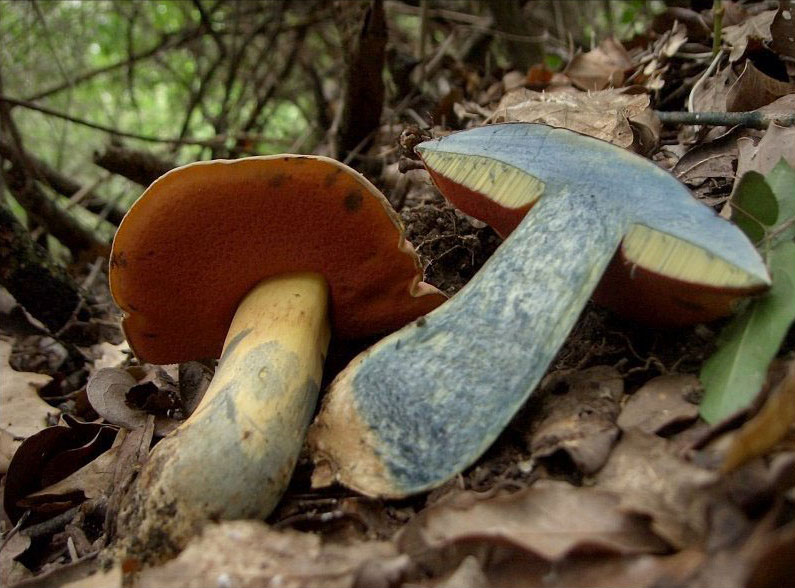
Rotporige Röhrenschicht des Wolfs-Röhrlings und längs halbierter Fruchtkörper mit blau angelaufener Schnittfläche

### Makroskopische Merkmale
Der Hut des Wolfs-Röhrlings ist halbkugelig bis polsterförmig, höchstens aber kissenförmig ausgebildet. Er erreicht einen Durchmesser zwischen 5–10, in einigen Fällen bis zu 18 cm. In der Jugend ist er zartrosa bereift. Die tief rosarot gefärbte Huthaut wird durch Ankratzen sichtbar. Später werden beide Töne zunehmend schmutziger, so dass der Hut eine lederfarbene oder beigegraue Färbung annimmt. Darunter können auch grünliche oder gelbliche Töne untermischt sein. Lange Zeit behält er dabei mehr oder weniger große rosarote Flecken und eine lose Restbereifung in der Mitte. Die Oberfläche ist glatt, wird aber auch bei feuchtem Wetter kaum schmierig. Die Huthaut steht leicht über.
Die Röhren sind anfangs gelb gefärbt, bald zusätzlich oliv getönt. Bei Druck färben sie sich blau. Die kleinen Poren sind nur anfangs orangegelb, aber schnell blutrot. Meist besitzen sie über den gesamten Durchmesser eine konstante Färbung. Bei Berührung blauen sie ebenfalls.
Der Stiel wird 5–10 cm lang und zwischen 2–4 cm dick. Er besitzt eine zylindrische Form, kann aber an der Basis etwas verdickt sein. Im oberen Teil ist er kräftig gelb gefärbt. Nach unten hin vertrübt der Ton mehr zu ockerlichgelb. Die Oberfläche ist ungenetzt und entweder komplett kahl oder mit fein verteilten orangerötlichen Flöckchen versehen. Das Myzel an der Basis ist weißlich.
Das Fleisch (Trama) ist deutlich dottergelb getönt. Bei Verletzung verfärbt es sich sofort deutlich blau. Nach mehreren Stunden entfärbt es sich wieder zu einem trüben Gelb. In der Stielbasis zeigt sich oft keine Färbung. Der Röhrenboden (Fleisch unter den Röhren) ist gelb. Der Geruch ist unauffällig; im Alter wird er etwas unangenehm und ähnelt dem Stink-Schirmling (Lepiota cristata). Der Geschmack ist mild, aber ebenfalls eher unangenehm. Im trockenen Zustand riecht der Pilz wie Kokosflocken.

### Mikroskopische Merkmale
Die Basidien messen 25–35 × 8–11 Mikrometer. Die Zystiden sind flaschenförmig, breitzylindrisch, bauchig-spindelig bis leicht keulig und messen 40 × 3,5–6,25 µm. Die Sporen sind spindelig geformt und messen 11–14 × 4,5–5,5 µm. Die Hutdeckschicht besitzt zunächst mehr oder weniger aufgerichteten, später jedoch anliegende Hyphenenden. Diese sind 3–6 µm dick; die kurz-zylindrischen Endzellen fallen mit 15–25 µm Länge verhältnismäßig kurz aus.

## Artabgrenzung
Verwechslungsmöglichkeiten bestehen vor allem mit dem häufigeren aber ebenfalls seltenen Glattstieligen Hexen-Röhrling (Suillellus queletii). Er besitzt jedoch dunklere, oft bräunliche Hutfarben und blassere, orangerötliche Poren. Außerdem ist das Fleisch in der Stielbasis deutlich purpurfarben. Von oben ähnelt er stark dem Rosahütigen Röhrling (Rubroboletus rhodoxanthus). Sein Stiel weist allerdings ein auffälliges rotes Netz auf. Verwechslungen sind auch mit dem Blutroten Hexen-Röhrling (Rubroboletus dupainii) möglich. Dieser besitzt einen bei Feuchtigkeit schmierigen und bei Trockenheit lackartig glänzenden Hut, der kräftigere, blut- bis purpurrote Farben aufweist. Alle weiteren Dickröhrlingsverwandte mit roten Poren haben einen flockigen oder genetzten Stiel.

## Ökologie und Verbreitung
Der Wolfs-Röhrling ist ein wärmeliebender Pilz, der in basenreichen Laubwäldern anzutreffen ist. Dort ist er unter Buchen und Eichen zu finden. Die Fruchtkörper erscheinen von August bis Oktober.
Der Wolfs-Röhrling ist hauptsächlich in Süd- und Südosteuropa verbreitet, wo er allerdings nur selten vorkommt. Nur sehr vereinzelt werden Funde gemacht, die weiter im Norden liegen, insbesondere solche nördlich der Alpen.

## Bedeutung
Der Wolfs-Röhrling gilt als giftverdächtig. Nähere Angaben zur möglichen Giftwirkung sind aufgrund der Seltenheit nicht bekannt.